# Potamorrhaphis
Potamorrhaphis – rodzaj ryb z rodziny belonowatych (Belonidae).

## Klasyfikacja
Gatunki zaliczane do tego rodzaju:
- Potamorrhaphis eigenmanni
- Potamorrhaphis guianensis
- Potamorrhaphis petersi